# Vanadiumnitride
Vanadiumnitride (VN) is een chemische verbinding tussen stikstof en vanadium. Het is een zwart poeder dat onoplosbaar is in water.

## Synthese
Vanadiumnitride kan bereid worden door de reactie van metallisch vanadium met stikstofgas of ammoniak:
{\displaystyle \mathrm {2\ V+N_{2}\longrightarrow 2\ VN} }
{\displaystyle \mathrm {2\ V+2\ NH_{3}\longrightarrow 2\ VN+3\ H_{2}} }